# Noé Medina
Noé Medina (nascido em 20 de maio de 1943) é um ex-ciclista olímpico equatoriano. Medina representou sua nação em dois eventos nos Jogos Olímpicos de 1968.